# Butia lallemantii
La palmera butiacito (Butia lallemantii) es una especie del género Butia de la familia de las palmeras (Arecaceae). Habita en el centro-este de Sudamérica.

## Distribución y hábitat
Esta palmera es un endemismo de la porción septentrional de la provincia fitogeográfica pampeana: el distrito fitogeográfico pampeano uruguayense, el que hacia latitudes menores presenta algunas influencias de la provincia fitogeográfica del cerrado. El ambiente característico de esta palmera son los arenales.
Se distribuye mayoritariamente en el sudoeste del estado brasileño de Río Grande del Sur, alcanzando por el sur también un pequeño sector del extremo norte del Uruguay en el departamento de Rivera, en donde sólo se presenta con 4 reducidas poblaciones lo que, sumado al hecho de ser apetecida por el ganado, la torna en una especie en grave peligro de extinción.

## Taxonomía
Esta especie fue descrita originalmente en el año 2006 por los botánicos Leonardo Paz Deble y Jose Newton Cardoso Marchiori.
Las poblaciones asignadas a B. lallemantii eran anteriormente ubicadas en B. paraguayensis, habiéndoselas considerado también como formando sólo un ecotipo de ella. Desde que B. lallemantii fue descrita, B. paraguayensis pasó a ser una especie no confirmada para el estado de Río Grande del Sur.
Etimología
El nombre genérico Butia proviene del nombre vernáculo dado en Brasil a los miembros de este género. El término específico lallemantii rinde honor al apellido del médico y explorador alemán Robert Christian Barthold Avé-Lallemant quien a mediados del siglo XIX describió la flora del sur del Brasil.

## Características
Butia lallemantii es una pequeña palmera de tallo subterráneo y hábito cespitoso. Es similar a B. yatay y B. paraguayensis. Se la puede distinguir por su escasa altura máxima (1,3 m, contra más de 15 m en B. yatay y 2,5 m en B. paraguayensis) y por su estrecho diámetro del estípite (11 cm, contra 45 cm en B. yatay y 20 cm en B. paraguayensis, ambos a la altura del pecho). Otra diferencia importante es que B. lallemantii es una especie cespitosa que suele presentar cada individuo entre 3 y  6 tallos unidos por su raíz, mientras que B. yatay y B. paraguayensis casi siempre exhiben un único tallo por ejemplar.
Polen
También es posible separar a B. lallemantii por su polen. Esta especie, al igual que B. yatay y B. paraguayensis, posee granos polínicos elípticos monosulcados, tanto asimétricos como simétricos, con exina tectada y muy poco perforada, lo que produce que su superficie exhiba un  relieve ondulado. 
Las diferencias con las otras dos especies se presentan en el tamaño del grano, el cual es de 45.2 x 23.5 µm, mientras que en B. yatay es de 64.4x36.4 µm y en B. paraguayensis es de 54.5 x 24.7 µm; además esta última puede exhibir granos triangulares con abertura trictomosulcada, no presente en las otras dos.